# رئیس بانک مرکزی کانادا
رئیس بانک مرکزی کانادا (انگلیسی: Governor of the Bank of Canada) مدیر اجرایی بانک مرکزی کانادا است و به عنوان رئیس هیئت مدیره آن فعالیت می‌کند.